# Семенівка (Шосткинський район)
Семені́вка — село в Україні, у Глухівській міській громаді Шосткинського району Сумської області. Населення становить 347 осіб. До 2020 року орган місцевого самоврядування — Семенівська сільська рада.

## Населення

### Мова
Розподіл населення за рідною мовою за даними:
| Мова       | Кількість | Відсоток |
| ---------- | --------- | -------- |
| українська | 335       | 96.54%   |
| російська  | 12        | 3.46%    |
| Усього     | 347       | 100%     |

## Географія
Село Семенівка знаходиться на березі річки Есмань, вище за течією на відстані 2 км розташоване село Некрасове, нижче за течією на відстані 1,5 км розташоване село Іонине. Поруч проходить автомобільна дорога Т 1908.
До центру громади м. Глухова — 11 км.

## Історія
- За розповідями наших предків в 1660 році поселився на цих землях, на березі красивої річки Есмань козак Семенов, якому дозволили тут жити. Після цього один за одним почали заселяти ці землі козаки – вільні люди від кріпацтва і від того часу населення це стало називатися Семенівкою.
- 12 червня 2020 року, відповідно до розпорядження Кабінету Міністрів України № 723-р «Про визначення адміністративних центрів та затвердження територій територіальних громад Сумської області», село увійшло до складу Глухівської міської громади[2].
- 19 липня 2020 року, в результаті адміністративно-територіальної реформи та ліквідації Глухівського району, село увійшло до складу новоутвореного Шосткинського району[3].